# Сельское поселение Малая Глушица
Сельское поселение Малая Глушица — муниципальное образование в Большеглушицком районе Самарской области.
Административный центр — село Малая Глушица.

## Административное устройство
В состав сельского поселения Малая Глушица входят:
- село Малая Глушица,
- посёлок Большой Иргиз,
- посёлок Гай,
- село Константиновка.